# Bistum Duitama-Sogamoso
Das Bistum Duitama-Sogamoso (lat.: Dioecesis Duitamensis-Sogamosensis, span.: Diócesis de Duitama-Sogamoso) ist eine in Kolumbien gelegene römisch-katholische Diözese mit Sitz in Duitama.

## Geschichte
Das Bistum Duitama-Sogamoso wurde am 7. März 1955 durch Papst Pius XII. aus Gebietsabtretungen des Bistums Tunja als Bistum Duitama errichtet und dem Erzbistum Bogotá als Suffraganbistum unterstellt. Das Bistum Duitama wurde am 20. Juni 1964 dem Erzbistum Tunja als Suffraganbistum unterstellt. Am 4. Juni 1994 wurde das Bistum Duitama in Bistum Duitama-Sogamoso umbenannt.

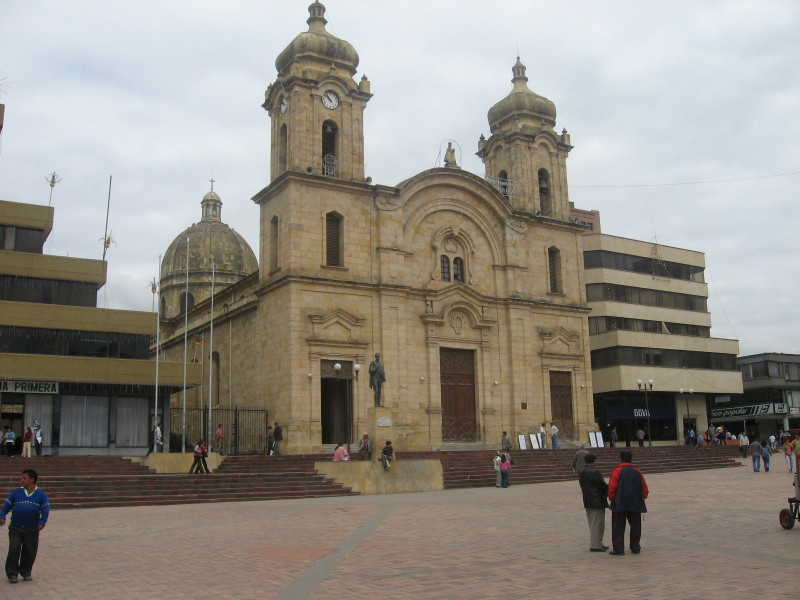
Kathedrale San Lorenzo in Duitama

## Ordinarien

### Bischöfe von Duitama
- José Joaquín Flórez Hernández, 1955–1964, dann Bischof von Ibagué
- Julio Franco Arango, 1964–1980
- Jesús María Coronado Caro SDB, 1981–1994

### Bischöfe von Duitama-Sogamoso
- Jesús María Coronado Caro SDB, 1994
- Carlos Prada Sanmiguel, 1994–2012
- Misael Vacca Ramírez, 2015–2022, dann Erzbischof von Villavicencio
- Edgar Aristizábal Quintero, seit 2024